# PSR J0636+5129
PSR J0636+5129 — двойная звезда в созвездии Возничего на расстоянии более 2283 световых лет (более 700 парсек) от Солнца.
Объект околопланетной массы PSR J0636+5129 b открыт группой астрономов в 2016 году.

## Характеристики
Первый компонент — пульсар, нейтронная звезда спектрального класса PSR. Масса — около 1,4 солнечной.
Второй компонент — белый карлик. Масса — около 0,0171 солнечной (17,913 юпитерианской), радиус — около 0,076 солнечного. Эффективная температура — около 2420 K. Орбитальный период — около 0,06655 суток (1,5972 часа, 95,832 минуты).